# Nicolas Marlié
Pour les articles homonymes, voir Marlié.
Nicolas Marlié est un maître écrivain français, né vers 1665 et mort en 1753.

## Biographie
Il est reçu maître en sa Communauté des écrivains jurés le 18 septembre 1691, et en devient syndic. Il passe pour avoir été un imitateur assez servile de Olivier-François Sauvage, au point d'être surnommé le Singe de ce grand artiste. Il a beaucoup d'élèves et forme de nombreux commis.
Il se marie le 4 mai 1698 avec Marie-Agnès Langlois, de qui il a au moins :
- un fils Jacques, également maître écrivain.
- une fille Renée-Elisabeth Marlié, graveuse, qui épouse en 1732 le graveur Nicolas-Bernard Lépicié. Le 16 juin 1735, paroisse Saint-Barthélémy, Nicolas est parrain de son petit-fils Nicolas-Bernard[3]. Il demeure alors rue Saint-Louis dans cette paroisse.

Il meurt à Paris le 19 octobre 1753, à l'âge d'environ 88 ans. Il est alors retiré au Louvre, chez son gendre.

## Œuvres
Il n'a laissé aucun œuvre gravé.